# 猿渡康雄
猿渡 康雄（さるわたり やすお、1990年9月28日 - ）は、ジャパンラグビーリーグワン九州電力キューデンヴォルテクスに所属するラグビー選手。

## プロフィール
- 熊本県出身[1]。
- ポジションはプロップ(PR)。
- 身長 182 cm、体重 114 kg
- ニックネームはさる。
- U20日本代表候補に選ばれたことがある[2]。

## 略歴
2009年、荒尾高校卒業後、帝京大学に入る。
2013年、帝京大学卒業後、コカ･コーラウエストレッドスパークス（現・コカ・コーラレッドスパークス）に加入。同年8月27日に行われたジャパンラグビートップリーグ第1節のキヤノンイーグルス戦にて途中出場で公式戦初出場を果たす。
2021年、宗像サニックスブルースに加入。
翌2022年、九州電力キューデンヴォルテクスに加入。